# Ramechhap
Ramechhap é uma cidade do Nepal.